# ماريان هوبر ادامز
ماريان هوبر ادامز (بالإنجليزية: Marian Hooper Adams) (و. 1843 – 1885 م) هي مصورة، ونجمة اجتماعية من الولايات المتحدة الأمريكية ولدت في بوسطن.

## روابط خارجية
- ماريان هوبر ادامز على موقع الموسوعة البريطانية (الإنجليزية)